# Ester Mazzoleni
Ester Mazzoleni (Sebenico, 12 de marzo de 1883–Palermo, 17 de mayo de 1982) fue una soprano dramática italiana.
Nacida en Dalmacia, era hija de Paolo  y Filomena Rossini, una rica familia de la ciudad dálmata donde el teatro llevaba el nombre de su tío, el mecenas Francesco Mazzoleni. 
Estudió con Amelia Pinto, debutando en 1906 en el Teatro dell'Opera de Roma. Dos años después llegaba a La Scala de Milán como Medea de Luigi Cherubini, en el estreno de 1909. Fue famosa como Isolda, Norma y Aida, con la que inauguró la Arena de Verona en 1913. 
En el Teatro Colón de Buenos Aires cantó Gioconda, La vestale en 1910 y estrenó Suor Angelica en 1919 e Isabella en Cristoforo Colombo. Cantó en Lisboa, Madrid, Montevideo, El Cairo, Bergamo, Trieste, Turín, Bologna y otros teatros peninsulares.
Otros papeles importantes fueron Gioconda, Loreley, Trovatore, Cavalleria rusticana, Siberia, Tosca, La forza del destino, Un ballo in maschera, Don Carlo, Ernani (Elvira), La traviata y Lucrezia Borgia.
Se retiró del escenario en 1926 pero siguió ofreciendo recitales hasta 1936, mudándose a Palermo donde se la recuerda con el  Premio Ester Mazzoleni "Una vita per la lirica". Enseñó hasta 1953 en Palermo y Siena.